# Mesua macrophylla
Mesua macrophylla är en tvåhjärtbladig växtart som först beskrevs av Kanehira och Hatusima, och fick sitt nu gällande namn av André Joseph Guillaume Henri Kostermans. Mesua macrophylla ingår i släktet Mesua och familjen Calophyllaceae. Inga underarter finns listade i Catalogue of Life.